# Premna
Premna es un género de plantas con flores con 400 especies pertenecientes a la familia de las lamiáceas, anteriormente se encontraba en las verbenáceas.
Es nativo de las regiones tropicales y subtropicales del Viejo Mundo.

## Especies seleccionadas
- Premna acuminata R.Br. (1810).
- Premna acutata W.W.Sm. (1916).
- Premna adenosticta Schauer in A.P.de Candolle (1847).
- Premna alba H.J.Lam (1919).
- Premna grandifolia, A.Meeuse
- Premna hans-joachimii, Verdc.
- Premna maxima, T.C.E.Fr.
- Premna odorata, Blanco - alagao[4]
- Premna protrusa, A.C.Sm. & S.P.Darwin
- Premna schliebenii, Werderm.
- Premna szemaoensis, Pei
- Premna taitensis, Schauer
- Premna tanganyikensis, Moldenke